# Faktormarkt

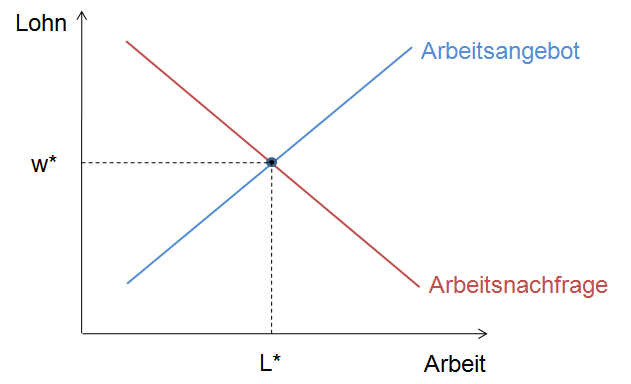
Typisches Arbeitsmarktdiagramm: Es zeigt den Faktor Arbeit und seinen Faktorpreis (Lohn)

Der Faktormarkt (oder Beschaffungsmarkt; englisch factor market) ist in der Volkswirtschaftslehre ein Markt, auf dem Wirtschaftssubjekte als Anbieter und Nachfrager von Produktionsfaktoren oder Verfügungsrechten hierüber auftreten.
Faktormarkt ist die Abkürzung von Produktionsfaktormarkt. Handelsobjekte auf diesem Markt sind die Produktionsfaktoren Arbeit, Boden, Kapital und Unternehmerleistung, so dass zu den Faktormärkten der Arbeitsmarkt, Immobilienmarkt, Energiemarkt, Investitionsgütermarkt, Rohstoffmarkt und Kapitalmarkt gehören. Verfügungsrechte (englisch property rights) über Produktionsfaktoren sind die einem Wirtschaftssubjekt zugeordnete Möglichkeit, eine bestimmte Entscheidung über einen Produktionsfaktor im Rahmen einer anerkannten sozialen Beziehung (Geschäftsbeziehung) durchsetzen zu können. Als Marktteilnehmer auf den Faktormärkten fungieren die Wirtschaftssubjekte Unternehmen, Privathaushalte und der Staat mit seinen Untergliederungen.
Faktormärkte spielen in den Wirtschaftswissenschaften eine bedeutende Rolle bei der mikroökonomischen Erklärung von Produktionsabläufen, insbesondere bei deren Modellierung durch Produktionsfunktionen. Daneben finden sie Anwendung bei der makroökonomischen Modellierung im Rahmen der Wachstumstheorie, so zum Beispiel im Rahmen des Solow-Modells.

## Marktstrukturen
Sämtliche klassischen volkswirtschaftlichen Produktionsfaktoren werden auf Faktormärkten gehandelt, und zwar die Arbeit auf dem Arbeitsmarkt, der Boden auf dem Immobilienmarkt, Güter und Dienstleistungen auf dem Gütermarkt, Geld auf dem Geldmarkt, Kredit auf dem Kreditmarkt und Kapital auf dem Kapitalmarkt.
| Markt           | Angebot                                                        | Nachfrage           | Preis                                        | Produktivität        |
| --------------- | -------------------------------------------------------------- | ------------------- | -------------------------------------------- | -------------------- |
| Arbeitsmarkt    | Arbeitsangebot                                                 | Arbeitsnachfrage    | Arbeitsentgelt                               | Arbeitsproduktivität |
| Gütermarkt      | Güterangebot                                                   | Güternachfrage      | Marktpreis                                   |                      |
| Geldmarkt       | Geldangebot                                                    | Geldnachfrage       | Geldmarktzins                                |                      |
| Kreditmarkt     | Kreditangebot                                                  | Kreditnachfrage     | Kreditzins                                   |                      |
| Kapitalmarkt    | Kapitalangebot                                                 | Kapitalnachfrage    | Kapitalmarktzins                             | Kapitalproduktivität |
| Immobilienmarkt | Angebot an Wohn- und Gewerbeimmobilien, Agrar- und Waldflächen | Immobiliennachfrage | Bodenpreis/Immobiliarmiete/ Bodenrente/Pacht | Bodenproduktivität   |

Während Arbeits- und Bodenangebot stark von Natureinflüssen abhängen (Witterung, Bodenbeschaffenheit), wird das Güterangebot in hohem Maße von wirtschaftlichen Erwägungen beeinflusst (Kundennutzen).
Ein vollkommener Faktormarkt zeichnet sich durch vollständige Markttransparenz, homogene Produktionsfaktoren mit vollständiger Faktormobilität, beliebige Teilbarkeit und fehlende Transaktionskosten aus, für die Marktteilnehmer gibt es keine Wettbewerbsvorteile. Da diese Annahmen in der Wirklichkeit nicht erfüllbar sind, gibt es ausschließlich unvollkommene Faktormärkte. Das liegt vor allem an der Informationsasymmetrie zwischen Käufer und Verkäufer. Unvollkommene Faktormärkte berücksichtigen unter anderem die unvollständige Faktormobilität.
Die Produktivität bezieht sich lediglich auf die drei klassischen Faktormärkte Arbeits-, Immobilien- und Kapitalmarkt.

## Faktormobilität
Um auf dem Faktormarkt gehandelt werden zu können, ist eine minimale Faktormobilität erforderlich.
| Produktionsfaktor | Mobilitätsart    | Merkmal                            | Beispiel |
| ----------------- | ---------------- | ---------------------------------- | --- |
| Arbeit            | Arbeitsmobilität | qualifikatorisch räumlich sektoral | Qualifikation, Qualifizierung, Umschulung Pendler, Wechsel des Standortes Freizügigkeit, Wechsel des Wirtschaftszweiges |
| Kapital           | Kapitalmobilität | räumlich sektoral                  | Freihandel ohne Kapitalverkehrskontrollen Direktinvestitionen in anderen Branchen                                       |
| Boden             | Grundbesitzer    | räumlich sektoral                  | immobil es kann nur das Wirtschaftssubjekt wechseln                                                                     |

Die höchste Faktormobilität besitzt das Kapital, es kann vollkommene oder unvollkommene Kapitalmobilität besitzen. Imperfekte Faktormobilität weist der Faktor Arbeit mit der Arbeitsmobilität auf, am wenigsten mobil ist der Faktor Boden wegen seines unveränderbaren Standorts. Hier gibt es Faktormobilität lediglich durch den Wechsel des Grundbesitzers. Faktormärkte sind nicht nur unvollkommen, sondern auch unvollständig, weil nicht alle Ressourcen handelbar sind (wie etwa Reputation oder Kundenbindung bei einem Unternehmen).

## Wirtschaftliche Aspekte
Der jeweilige Faktorpreis heißt Arbeitslohn, Bodenrente (Miete oder Pacht), Energiekosten, Zins und Unternehmerlohn. Die Faktorkosten {\displaystyle F} ergeben sich aus dem Faktorpreis {\displaystyle F_{p}} und der Faktoreinsatzmenge {\displaystyle F_{m}}:
{\displaystyle F=F_{p}\cdot F_{m}}.
Steigt der Faktorpreis (etwa durch Erhöhung der Löhne), so steigen die Faktorkosten und damit die Produktionskosten und umgekehrt.
Diese Faktorpreise fließen an diejenigen Wirtschaftssubjekte als Faktoreinkommen, die sich durch den Einsatz von Produktionsfaktoren an der Entstehung des Bruttosozialproduktes beteiligt haben. Das Faktoreinkommen setzt sich entsprechend aus Arbeitseinkommen, Miet-/Pachtzinseinkommen, Kapitalerträgen und Gewinnen zusammen.
Die Unternehmen setzen ihre Produktionsfaktoren so ein, dass sie mit dem Marktpreis ihr Gewinnmaximum (oder Kostendeckung) erreichen können. Die Beziehungen zwischen Gütermarkt und Faktormarkt werden deshalb durch die Grenzproduktivitätstheorie hergestellt. Befindet sich der Gütermarkt im Marktgleichgewicht, dann ist damit zugleich auch der Faktoreinsatz bestimmt, so dass auch der Faktormarkt im Gleichgewicht ist. Die Preisbildung auf dem Gütermarkt hat wiederum  Rückwirkungen auf die Preisbildung auf dem Faktormarkt. Erzielt ein Unternehmen einen hohen Preis für seine Produkte, wird es weitere Produktionsfaktoren auf dem Faktormarkt nachfragen, so dass hier der Faktorpreis steigt. Handelt es sich bei dem Faktormarkt um ein Nachfragemonopol oder ein bilaterales Monopol, kann der Faktorpreis niedriger als das Wertgrenzprodukt sein.
Zwischen regionalen und internationalen Faktormärkten bestehen unterschiedliche Faktorpreise, die durch Faktormobilität teilweise oder vollständig ausgeglichen werden.

## Mikroökonomische Betrachtung
Faktormärkte können sowohl für sich genommen (Partialanalyse, Marktanalyse) als auch im Zusammenhang analysiert werden (vgl. Allgemeines Gleichgewichtsmodell, Totalanalyse). Über Märkte im Allgemeinen wie auch Faktormärkte werden gewisse Bedingungen gestellt; das Konzept des vollkommenen Marktes fasst einige wichtige Annahmen zusammen. An jeden Markt können darüber hinaus  spezifische Anforderungen gestellt werden (vgl. vollkommener Kapitalmarkt). Wie auch für andere Märkte kann es hier zu Marktunvollkommenheiten kommen (vgl. Externer Effekt).
Die Analyse einzelner Faktormärkte erfolgt im so genannten Faktordiagramm (eine spezielle Ausprägung des Marktdiagramms), in dem Produktionsfaktoren und ihre Faktorpreise gegenübergestellt werden. In diesem Rahmen lassen sich Faktornachfrage und Faktorangebot untersuchen, die unter gewissen Bedingungen ein Marktgleichgewicht herstellen können. Diejenige Nachfrage nach Produktionsfaktoren und Produkten, welche letztlich aus der Endnachfrage nach Konsumgütern „abgeleitet“ wird, also nicht „originär“ ist, nennt man abgeleitete Nachfrage.
Die Faktorallokation beschreibt, wie knappe Ressourcen und Rohstoffe zur Produktion von Gütern zugeteilt werden.
Die Neoklassische Theorie geht davon aus, dass jeder Faktor nach seinem Grenzprodukt entlohnt wird (Grenzprodukt der Arbeit, Grenzprodukt des Kapitals). Das mit dem Marktpreis multiplizierte Grenzprodukt eines Faktors entspricht seinem Wertgrenzprodukt.